# ジャール平原
ジャール平原（ラーオ語: ທົ່ງໄຫຫິນ、英語: Plain of Jars）は、ラオス中部のシエンクワーン県、アンナン山脈の北端に位置するシエンクワーン台地に大量の石壺（Stone Jars）が散らばって埋められている歴史文化的な場所、あるいはシエンクワーン台地そのものを意味する。石壺はシエンクワーン台地を中心に400箇所以上で確認されている。

## 伝説と土地神話

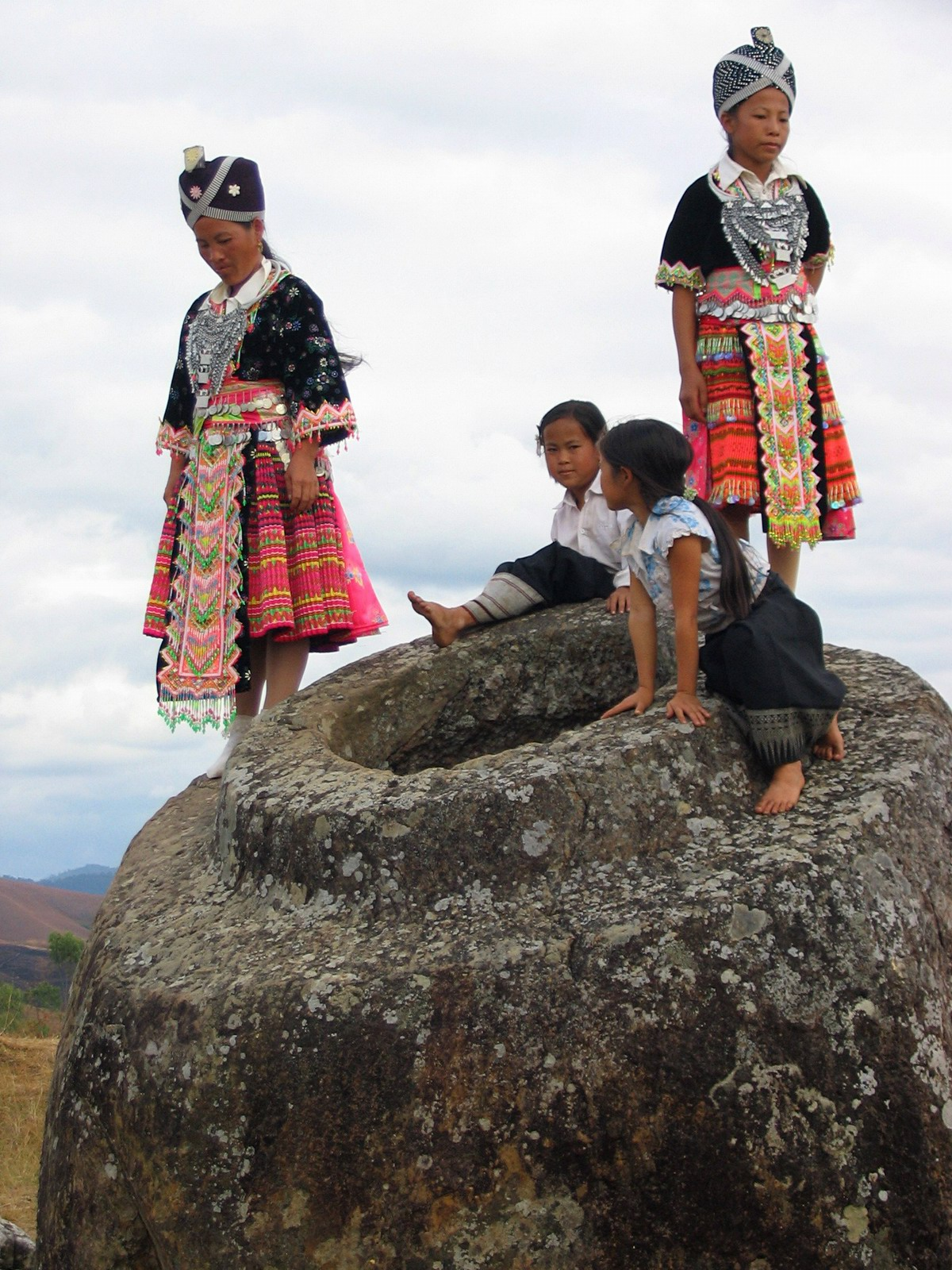
石壺に乗って遊ぶ子供達

考古学者は、これらの石壺は古代モン・クメール族によって、1,500 - 2,000年前に使用されたと考えている。回収された石壺のほとんどは、紀元前500 - 西暦800年のものである。人類学者や考古学者の理論は、これらの石壺は骨壷、あるいは食料貯蔵のための容器として使用されたとしている。
ラオスの伝説は、このエリアにかつて巨人の種族がいたとしている。そしてKhun Cheungと呼ばれる古代の王について伝えている。彼は長い間、敵と戦い続けて勝利をし、これを祝うために、大量のラオ・ハイと呼ばれるライスワインを醸造かつ貯蔵するための石壺を産み出したとされている。
1930年代になって最初にジャール平原を調査、研究した西洋人は、フランス極東学院のフランス人考古学者マドレーヌ・コラーニである。彼女はチームで石壺のある場所を掘り、ほら穴の近くで、焼かれたものや灰を含む人骨を発見した。彼女の調査は、様々な発掘が行われた現在においても、最も説得力のあるものである。

## その他
1961年、当時参議院の議員であった辻政信が、当地で謎の失踪をした。パテート・ラーオによる暗殺説や他にも様々な説があるが、失踪理由は未だに解明されていない。
1960年代から激化したラオス内戦時には、サムトン村にアメリカ国際開発局が拠点を築くとともに、アメリカの軍事顧問団が駐留していた。しかし北ベトナム軍がラオス国内へ浸透すると、1970年3月17日までにアメリカ人関係者などが避難を開始、平原から撤退している。